# وی‌دی‌ال باس
وی‌دی‌ال باس (انگلیسی: VDL Bus) شرکت اتوبوس‌سازی هلندی است، که در سال ۱۹۹۰ توسط شرکت وی‌دی‌ال تأسیس شد.